# Baek Ji-hoon
Baek Ji-hoon (28 de fevereiro de 1985) é um futebolista profissional sul-coreano que atua como meia.

## Carreira
Baek Ji-hoon representou a Seleção Sul-Coreana de Futebol nas Olimpíadas de 2008.